# Ganemos Madrid
Ganemos Madrid es un movimiento político madrileño. Se alinea con otros grupos Ganemos en toda España, muchos de sus principios declarados están alineados con el municipalismo.

## Historia
Ganemos Madrid nació el 28 de junio de 2014, del espacio de debate Municipalia, que para presentarse a las elecciones municipales de 2015 fue un espacio para debatir la creación de una “candidatura ciudadana”.  Su manifiesto fue firmado el 1 de octubre de 2014 y fue propuesto por el Movimiento por la Democracia.
Junto a otros partidos políticos establecidos, Ganemos Madrid creó Ahora Madrid, que fue un “partido instrumental” para presentarse a las elecciones municipales. Una candidatura que permite a todo aquel que lo desee participar, incluso votar y proponer políticas específicas deseadas antes de la elección. Los representantes de los partidos Equo, Podemos y parte de Izquierda Unida en el mismo grupo y permite a todos los ciudadanos votar entre ellos. Se financiaba mediante financiación colectiva, requería que los políticos participantes firmen un código de ética, utilizando un sistema de votación por orden de preferencia Dowdall en sus primarias. En 2015, Ahora Madrid ganó 20 de las 57 concejalías y formó un gobierno en minoría (respaldado por el PSOE ) con Manuela Carmena como alcaldesa.
Ganemos Madrid contaba con grupos de trabajo para temas específicos correspondientes a derechos sociales,  economía y deuda, ciudad y ecología urbana, y  democracia local. Cada grupo celebraba reuniones semanales abiertas

## Proyectos
Ganemos Madrid apoyó iniciativas contra los restos de una memoria histórica positiva de la España franquista. Por ejemplo, promoviendo la eliminación de 47 nombres de calles franquistas en Madrid. Además, argumentó de manera más amplia contra el hecho de que el Comisionado no electo de la ciudad de Madrid es quien toma decisiones sobre la justicia histórica.  Ganemos Madrid no hace más que profundizar las fronteras ideológicas entre la izquierda y la derecha, Ganemos Madrid respondió que seguiría manifestándose.  
También buscan la municipalización de muchos servicios municipales. Por ejemplo, quieren que el ayuntamiento recupere el control total de la recogida de basura  